# Улица Рубеню (Рига)
Улица Ру́беню (латыш. Rubeņu iela — Тетеревиная) — улица в Видземском предместье города Риги, в Пурвциемсе.
Пролегает от улицы Пайпалу до улицы Иерикю; пересекается с улицей Жагату и внутриквартальным проездом, выходящим к улице Унияс. С прочими улицами не пересекается. Общая длина — 241 метр. Общественный транспорт по улице не курсирует.
Под своим нынешним названием впервые упоминается в перечне улиц города в 1954 году; в дальнейшем оно не изменялось.
В настоящее время застройка улицы Рубеню — односторонняя (только чётная сторона).